# Beni Chebana
Beni Chebana (em árabe: بنى شبانة) é uma comuna localizada na província de Sétif, Argélia. Sua população estimada em 2008 era de 13 174 habitantes.